# Jeu vidéo de course
 (octobre 2010).
Si vous disposez d'ouvrages ou d'articles de référence ou si vous connaissez des sites web de qualité traitant du thème abordé ici, merci de compléter l'article en donnant les références utiles à sa vérifiabilité et en les liant à la section « Notes et références ».
Un jeu vidéo de course est un genre de jeu vidéo dont le gameplay est basé sur le contrôle d'un véhicule, le plus souvent motorisé. Le but est généralement de progresser le plus rapidement possible d'un point à un autre pour gagner sur les autres ou sur le temps. Ce type de jeu met en exergue la notion de compétition et tire son intérêt des sensations de vitesse et de pilotage qu'il procure. Très populaire, le genre s'inspire souvent des sports mécaniques et notamment de la course automobile.

## Historique

### Origines en salle arcade

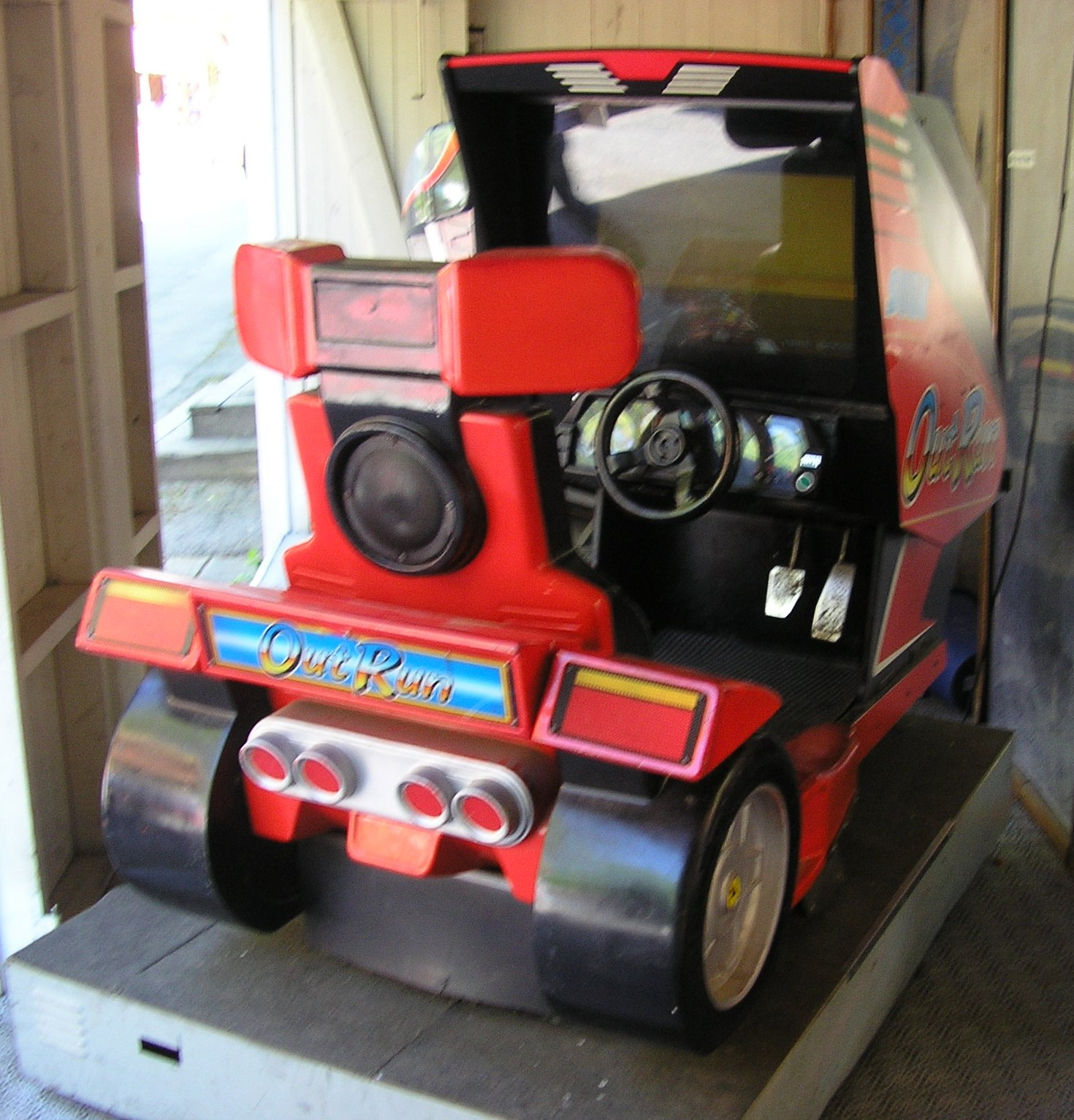
Borne dOut Run, un jeu de course populaire à son époque.

L'origine de jeu vidéo de course remonte quasiment à l'apparition du jeu vidéo commercial. Le premier jeu du genre recensé est Astro Race de Taito, apparu en 1973. Il s'agit d'un jeu de course futuriste, jouable à deux simultanément, dans lequel le joueur dirige un vaisseau en vue de dessus, tout en devant éviter les astéroïdes présents sur le parcours. Apparu en juillet 1974, Gran Trak 10, développé par Atari Inc., peut être considéré comme le premier jeu de course automobile. Le circuit est affiché en intégralité à l'écran, en vue aérienne, et le joueur doit enchaîner les tours en contre-la-montre pour obtenir le maximum de points. Les graphismes, en noir et blanc, sont très minimalistes et la maniabilité de l'engin pas très convaincante. La borne, en position verticale, est équipée d'un volant et de deux pédales.
Night Driver (en) (Atari Inc.), apparu en 1976, est l'un des premiers jeux a 2D du genre à expérimenter la vue arrière et souvent cité à tort comme le premier à proposer une  vue subjective (titre revenant au jeu Nürburgring 1). Aux commandes d'une sportive (un simple sticker accolé au bas de l'écran), le joueur est seul sur la piste et le challenge se résume à rouler le plus longtemps et le plus rapidement possible sans sortir de la route. En 1982, Pole Position de Namco confronte pour la première fois le joueur à des concurrents virtuels. C'est aussi le premier titre à s'inspirer des tracés de circuits réels.
En 1986, Sega développe Out Run, un jeu de course à checkpoint qui se déroule dans des décors exotiques. La borne d'arcade est équipée de deux processeurs Motorola 68000 et la qualité graphiques fait un bond notoire. En 1987, Final Lap de Namco permet de relier deux bornes entre elles, proposant ainsi la première expérience multijoueur par écrans interposés du genre. En 1988, Hard Drivin' d'Atari Games est le premier jeu vidéo de course de circuit du genre à afficher des graphismes intégralement réalisés en 3D polygonale. C'est aussi le premier à mettre l'accent sur des cascades (les pistes présentent des 360°, des tremplins) et la première borne équipée d'un volant à retour de force.
De par leur mode d'utilisation, la plupart des jeux d'arcade se bornent à proposer une jouabilité la plus accessible possible. Les développeurs privilégient les sensations de vitesse et le cachet visuel au détriment du réalisme des modèles physiques et du pilotage. C'est ce qui est à l'origine de la différenciation entre deux types de gameplay : arcade et simulation (cf. voir plus loin).

### Développement du genre
La plupart des jeux développés sur borne d'arcade sont adaptés tant bien que mal sur les systèmes 8 bits (les micro-ordinateurs Amstrad CPC, ZX Spectrum, Commodore 64 et les consoles Master System et NES), techniquement plus limités. Ces limitations vont amener les développeurs à imaginer des alternatives au mode de représentation le plus naturel mais aussi le plus gourmand en ressources, la vue arrière.
Les jeux de courses qui proposent une vue aérienne ou de côté vont ainsi se multiplier. Souvent dénués de sensations de vitesse, l'intérêt de ce type de jeux tient surtout dans une jouabilité assez technique (il faut adapter la direction à l'orientation du véhicule par rapport à l'axe de la caméra) et dans son potentiel multijoueur (la vue d'ensemble permet de distinguer plusieurs concurrents à l'écran).
Les plus connus sont Excitebike (1984, Nintendo), Super Sprint (1986, Atari Games)  et Super Off Road (1989, The Leland Corporation). Dans les deux derniers, le circuit est visible dans son intégralité à l'écran et le jeu est jouable jusqu'à quatre.

### Premières simulations

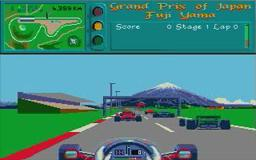
Vroom, un jeu de course de Formule 1 sorti sur micro-ordinateurs en 1991.

Dès le milieu des années 1980, les micro-ordinateurs 8-bits vont accueillir les premières simulations, c'est-à-dire des jeux qui tendent vers un réalisme plus poussé. Elles vont ensuite se développer sur les micros 16/32-bits, comme l'Amiga ou l'Atari ST, lesquelles disposent d'une puissance de calcul plus importante. Les joueurs micro, plus âgés que leurs homologues consoles, sont plus réceptifs à ce type de logiciel, qui requiert généralement un apprentissage assez laborieux avant d'être véritablement apprécié.
Geoff Crammond est l'un des plus illustres pionniers du genre. En 1984, il développe REVS, une simulation de Formule 3 sur BBC Micro. Le jeu présente des environnements en 3D très dépouillés mais intègre maintes innovations reprises dans les simulations modernes (la vue subjective, de véritables Sortie de piste|sorties de piste, la boîte de vitesses manuelle). En 1989, Stunt Car Racer (MicroProse) de Crammond propose des courses à sensations sur des pistes à la tonalité fantaisiste. Le jeu bénéficie d'un moteur physique remarquable et est jouable à deux par connexion null modem. En 1989, Indianapolis 500: The Simulation de Papyrus Design Group plonge le joueur au cœur de la course mythique éponyme. Le jeu requiert un pilotage très pointu et permet d'effectuer des réglages sur le véhicule ; il gère aussi les accidents de manière réaliste et intègre un règlement de course. En 1992, Geoff Crammond développe Formula One Grand Prix (Microprose), un titre souvent considéré comme le père des simulations modernes. Le jeu est entièrement en 3D et pousse le sens du détail à un niveau inédit. Il engendre l'une des séries les plus appréciées des amateurs de simulations de F1.

### Âge d'or de la 2D
La fin de l'ère 16 bits est marquée par un manque de renouvellement que met en exergue la sortie en arcade de Virtua Racing en 1992. En avance sur son temps, le titre de Sega propose des graphismes en 3D polygonale non texturés. Mais le jeu développé par Yū Suzuki pose surtout les bases du jeu de course moderne (fluidité de l'animation, angle de vues multiples, ralentis).

### Généralisation de la 3D

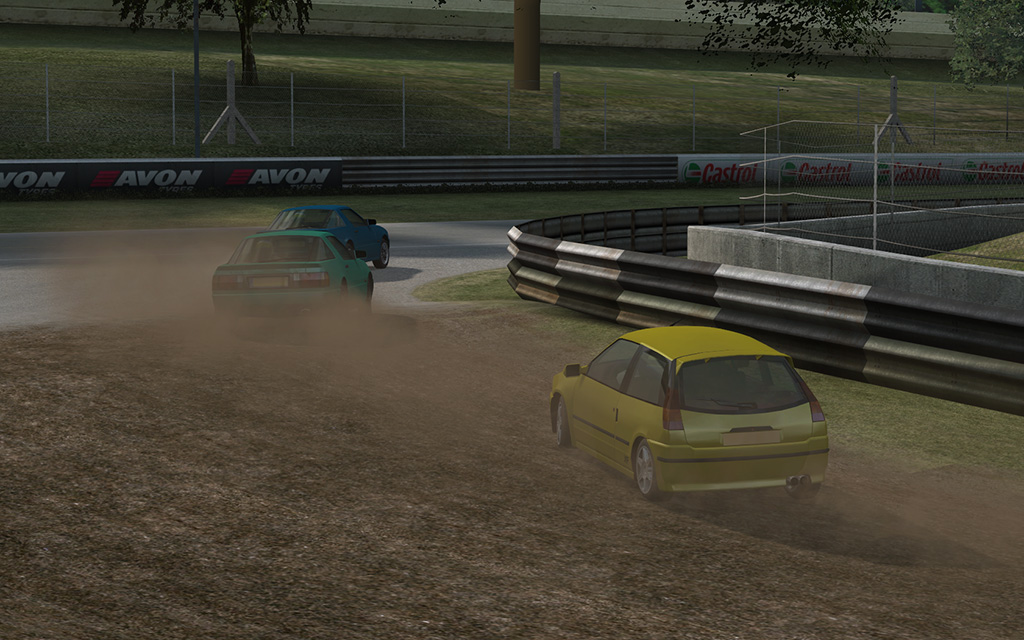
Séquence de type replay dans un jeu en 3D de rallycross.

Au milieu des années 1990, la nouvelle génération de PC et de consoles (3DO, Saturn, PlayStation, Nintendo 64) s'ouvre complètement à la 3D. Comme pour d'autres genres, cette évolution offre une seconde naissance aux jeux de course. La représentation en trois dimensions des environnements de course renforce considérablement l'immersion et la créativité des développeurs est démultipliée par les nouvelles possibilités techniques.
Sur consoles, les premiers jeux à se distinguer sont les adaptations de jeux arcade et consoles en trois dimensions avec texture c'est Crash 'n Burn de Crystal Dynamics sortie en 1993, après Ridge Racer de sortie la même année, il permet de rouler le circuit en 3D dans la cité, suivi par Daytona USA de Sega en 1994. En 1995, WipEout de Psygnosis, jeu de course futuriste, et Destruction Derby de Reflections, jeu de stock-car, inaugurent avec succès une vague de jeux moins conventionnels, dans lesquels la compétition prend des atours plus spectaculaires
Désormais, les consoles de salon sont assez puissantes pour proposer des alternatives aux simulations PC. Sortis en 1997, TOCA Touring Car Championship de Codemasters et Gran Turismo de Polyphony Digital sont emblématiques de ce tournant historique. Le jeu de Kazunori Yamauchi se pose en référence sur consoles avec son réalisme exacerbé et la richesse de son contenu (pour la première fois un jeu propose plus de cent modèles différents).
Le monde PC continue d'accueillir les simulations les plus poussées du marché. Les plus remarquées dans cette période sont les nouveaux épisodes de la série Grand Prix (1991) de MicroProse et la série NASCAR Racing (1994) et Grand Prix Legends (1998) de Papyrus Design Group. Au-delà des progrès en matière de graphismes et de modèles physiques, les avancées les plus notables concernent l'intelligence artificielle des concurrents et les premières courses multijoueur en ligne. Autre jeu de course important sur PC, orienté arcade, et sorti en 1997 : Pod: Planet of Death d'Ubisoft.
Si la Formule 1 demeure la compétition la plus représentée, les jeux de rallye, qui s'inspire du WRC, gagnent en popularité. Sega Rally Championship (Sega, 1995) est le premier exemple de jeu de rallye en 3D marquant. Le genre se développe sur systèmes familiaux avec les séries V-Rally (Eden Studios, 1997), Colin McRae Rally (Codemasters, 1998) et WRC (Evolution Studios, 2001). La discipline est appréciée pour ses qualités immersives (longueurs des tracés, copilotage, avaries mécaniques...) ainsi que pour la variété des environnements et des conditions climatiques proposés.

### Nouvelle génération
En 1999, une nouvelle tendance voit les jeux de courses délaisser les circuits et les grands axes de campagnes pour les rues des grandes agglomérations. La ville devient le théâtre de compétitions plus ou moins légales, de courses poursuites policières... voir de simples promenades à sensation, au milieu d'une circulation qui se densifie alors que l'aire de jeu s'agrandit. Ce phénomène prend toute sa mesure avec la sixième génération de consoles (Dreamcast, PlayStation 2, Xbox, GameCube).
En 1999, Driver révolutionne le jeu de course en proposant les tribulations motorisées d'un policier infiltré dans les milieux mafieux. Dans des environnements urbains ouverts, le joueur doit enchaîner divers missions au volant de son véhicule (courses poursuites, embuscades, filatures). Le jeu se démarque par la liberté d'action (le joueur est libre de choisir ses itinéraires), le réalisme des modèles physiques (comportement routier, collisions) ainsi que par son style cinématographique. Dans Crazy Taxi (Sega, 1999), le joueur incarne un conducteur de taxi de San Francisco prêt à toutes les excentricités pour satisfaire ses clients.
Par la suite, des séries typiquement arcade reprennent à leur compte cette tendance en y apportant leur touches personnelles : spécificités de l'aire de jeu, système de boost, esthétisation des accidents, conduite de nuit, modification des performances ou de l'apparence des véhicules, références à certains courants de la culture tuning... Parmi les plus populaires :  Midnight Club (2000), réalisés par Angel Studios, BurnOut de Criterion Games (2001) ou Need for Speed: Underground d’Electronic Arts (2003).
Même les jeux de course orientés simulation, à l'image de Test Drive 6 (Pitbull Syndicate, 1999), poursuivi par Metropolis Street Racer (Bizarre Creations, 2000) puis Project Gotham Racing, de Gran Turismo 3 (2001) ou de Forza Motorsport (Turn 10, 2005) proposent désormais des circuits situés au cœur de grandes cités mondiales.
En 2001, Grand Theft Auto III de DMA Design (2001) propose un concept proche de Driver, si ce n'est que les possibilités de jeu sont décuplés et qu'on y incarne cette fois un malfrat. Bien que le jeu s'articule autour de phases d'action à pied, son intérêt repose beaucoup sur la possibilité de prendre à tout moment le contrôle d'un véhicule. Présentant des missions d'une grande variété, le jeu offre - en substance - une liberté d'action exceptionnelle qui fera de la série le plus gros succès commercial de cette génération, tout genre confondu. Dans un style plus réaliste, The Getaway (Team Soho, 2002) pousse le "culte" de la ville jusqu'à reproduire fidèlement 16 km2 de quartiers de Londres.
Avec Stuntman (2002), Reflections Interactive propose un nouveau concept novateur : il s'agit cette fois d'incarner un cascadeur de cinéma. Aux commandes de divers types de véhicules, le joueur doit réaliser des manœuvres prédéfinies assez périlleuses, nécessitant un sens aigu du timing et un coup de volant vif et précis.
Live for Speed (LFS Team, 2005) et GTR: FIA GT Racing (SimBin, 2005) incarnent quant à eux la nouvelle génération de simulations sur PC.
En septembre 2006, apparut Test Drive Unlimited, qui fut aussi une nouvelle génération puisqu'il donna un aspect multijoueur online, il passera une vaste ville au île[Quoi ?], il permet de visiter toutes les grandes et les petits cités en toute liberté, une révolution dans l'histoire des jeux vidéo de course.
En décembre 2014, il apparaît The Crew, un monde ouvert encore plus grand, pour la première fois de l'histoire du jeu vidéo de course il passera d'une vaste île au pays.

## Particularités

### Genres thématiques

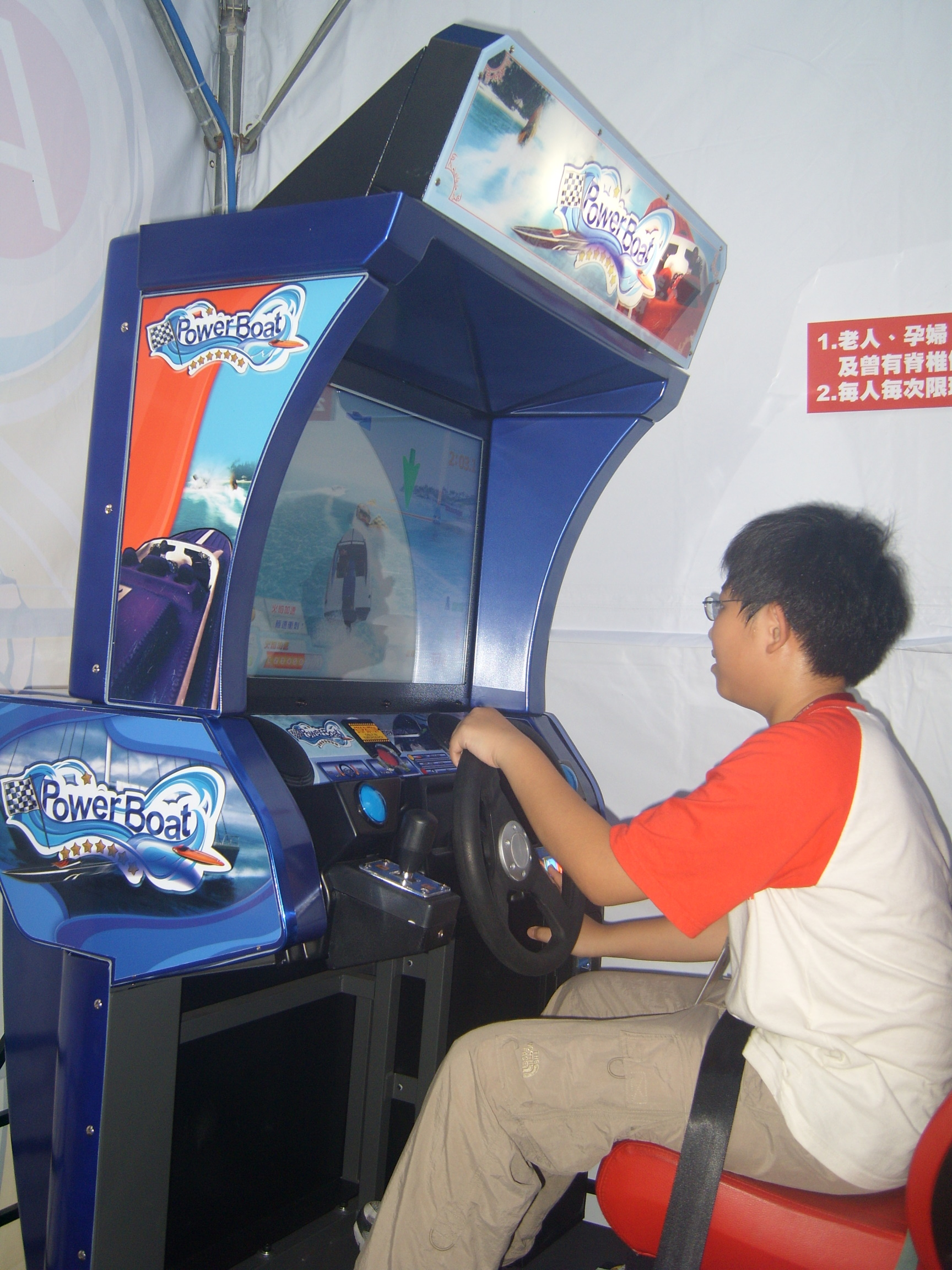
Borne de PowerBoat, un jeu de course de bateau.

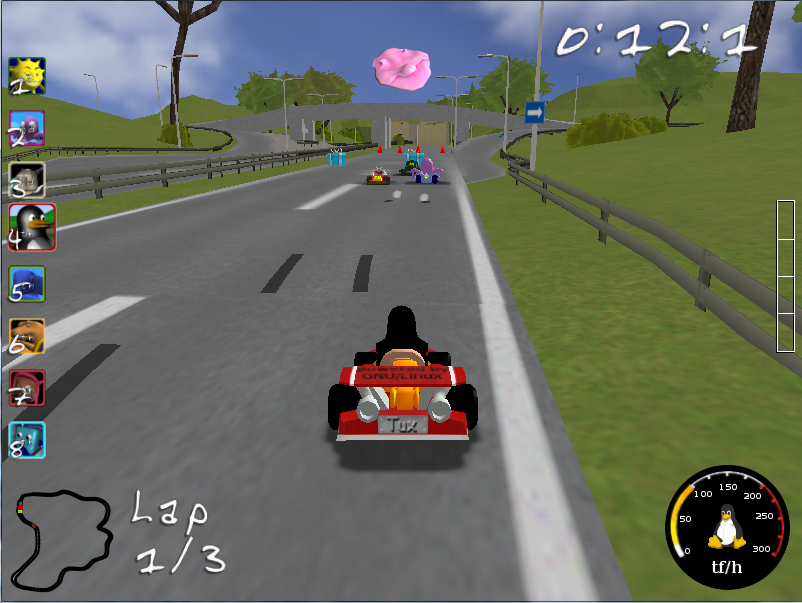
Super Tux Kart, un jeu de karting inspiré par la série Mario Kart.

- Course automobile : Formule 1, Champ Car, stock-car, rallye, karting, 4x4, quad, buggy, rallye-raid, Forza
- Course motocycliste : vitesse, motocross, trial
- Course cycliste : VTT, Cyclisme sur Route (série des Pro Cycling Manager)
- Course nautique : motomarine, motonautisme
- Course sur neige : motoneige
- Courses futuristes
- Course "fantaisiste" (jeux généralement basés sur des personnages d'univers fictionnels établis ; tonalité plus "enfantine" et conviviale)
- Course urbaine (courses non-réglementées au milieu du trafic prenant souvent pour cadre la ville ; courses poursuites policières)
- Combat motorisé (jeu de combat aux commandes d'un véhicule, souvent des armés ; à l'extrême, l'aire de jeu n'est plus qu'une arène et le but est simplement de détruire les adversaires)
- Course à cascades
- Course de voitures ou de camions radiocommandés

### Arcade vs. simulation
À la base, un joueur passe moins de temps sur une arcade que sur une console, puisque le prix augmente à chaque partie sur une borne. Le jeu d'arcade privilégie donc le plaisir rapide, ce qui implique une jouabilité aisée, ou tout du moins plus accessible qu'une simulation. L'expression "arcade" provient du support originel, mais par la suite de nombreux jeux de type arcade sont sortis sur consoles et ordinateurs. Notons Ridge Racer et Trackmania comme exemples.
Plusieurs années après le début des jeux arcades, les jeux de course de type simulation apparaissent. Ceux-ci privilégient le réalisme des sensations et de la jouabilité perçu par le joueur. Les développements se basent sur des circuits réels existants, et parfois en collaboration avec des pilotes professionnels.
Le jeu de simulation se distingue par sa capacité à reproduire le comportement routier des véhicules, les sensations de pilotage, la gestion des collisions, le respect de la réglementation des courses, la simulation du comportement des concurrents virtuels (intelligence artificielle), le réalisme visuel (modélisation des véhicules, la représentation des dégâts…). La série Gran Turismo fut considérée comme un modèle du jeu de simulation en son temps. On évite ici complètement le vaisseau de type futuriste volant à 400 km/h.
Ces deux genres de jeu de course se départagent assez clairement. Le jeu d'arcade privilégiant la vitesse, le jeu de simulation le réalisme.

### Mode de représentation
Les premiers jeux du genre, comme Gran Trak 10, recourent à une vue de dessus (de 3/4 ou perpendiculaire au sol). Le circuit peut être affiché en intégralité à l'écran ou s'étendre sur plusieurs écrans via un scrolling multi-directionnel. Nürburgring 1 (1975), puis le plus connu Night Driver (1976) introduisent la vue arrière en pseudo 3D (le joueur roule vers l'horizon) : l'effet de perspective est obtenu en modifiant la taille des sprites qui composent le décor. Pour accentuer l'impression de vitesse, la chaussée est souvent hachurée en bandes horizontales contrastées.
Avec la 3D temps réel, il devient possible de multiplier les angles de vues (vue subjective, caméra capot, pare-chocs, vues externes plus ou moins éloignés) et de proposer des ralentis de la course (ils reproduisent, voire désormais inspirent, les codes des retransmissions télévisés). Dans certains jeux, des astuces avancées consistent à gérer l'inclinaison du véhicule en plein saut afin de maintenir l’équilibre et d’éviter une perte de vitesse à la réception.

## Records
- La série des Need for Speed est une des plus vendues au monde avec plus de 100 millions d'exemplaires[4]. De même pour le jeu en ligne Need for Speed World qui a lui aussi atteint des records d'inscriptions : plus de 20 millions de joueurs en novembre 2012 (et cela uniquement deux ans après sa mise en ligne sur le net)[5].
- Avec plus de 80 millions d'exemplaires distribués dans le monde, Gran Turismo est une des séries de jeux de course la plus vendue de l'histoire sur une marque de console.
- Écoulé à plus de 55 millions d'exemplaires, Mario kart 8 deluxe, huitième épisode de la série des Mario Kart, constitue le plus gros succès commercial de la série et le jeu vidéo de course le plus vendue de tous les temps.

## Liste de jeux
- Liste chronologique des jeux vidéo de course
- Liste des jeux vidéo de saisons de sport automobile
- Liste de jeux vidéo de Formule 1